# Botswanas ambassad i Stockholm
Botswanas ambassad i Stockholm är Botswanas diplomatiska representation i Sverige. Ambassadör sedan 2019 är Chandapiwa Nteta. Ambassaden upprättades 1986. Diplomatkoden på beskickningens bilar är AR.

## Fastigheter
Ambassaden är sedan 1992 belägen i fastigheten Tofslärkan 10 vid Tyrgatan 11 i Lärkstaden. Byggnaden restes 1909–1912 som ett enfamiljshus efter ritningar av arkitektkontoret Hagström & Ekman. Dessförinnan huserade man på Drottninggatan 56.

## Beskickningschefer
| Namn                      | Period      | Funktion   |
| ------------------------- | ----------- | ---------- |
| Gaositwe K. T. Chiepe     | 1970–1974   | Ambassadör |
| Boithoko Moonwa Setshogo  | 1976–????   | Ambassadör |
| Aloysius William Kgarebe  | 1978–????   | Ambassadör |
| S. A. Mpuchane            | 1982–????   | Ambassadör |
| Sekgoma Khama             |             | Ambassador |
| Naomi Majinda             | ???? - 2004 | Ambassadör |
| Bernadette Sebage Rathedi | 2005 - 2013 | Ambassadör |
| ?                         | ????–????   | Ambassadör |
| Lameck Nthekela           | 2013- 2019  | Ambassadör |
| Chandapiwa Nteta          | 2019–       | Ambassadör |